# Segundo gobierno de Alfonso López Pumarejo
El Segundo gobierno de Alfonso López Pumarejo se dio entre el 7 de agosto de 1942 y el 7 de agosto de 1945. Su gobierno perteneció al periodo de la República Liberal (1930-1946)

## Llegada al poder
López Pumarejo anunció su candidatura a la presidencia en septiembre de 1941, y resultó elegido frente al candidato liberal disidente con apoyo del Partido Conservador Carlos Arango Vélez, quien lanzó su campaña el 30 de enero de 1942 y la amenaza de Laureano Gómez de guerra civil en caso de que López fuera reelecto presidente. López Pumarejo fue elegido el 3 de mayo de 1942, por segunda ocasión con 673.169 votos frente a 474.637 de Arango Vélez.

“Solo tengo una ambición, un interés y un deber: servir al país”.
Alfonso López Pumarejo, discurso de posesión 7 de agosto de 1942.

## Gabinete ministerial
| Ministerio                                       | Imagen | Nombre                     | Partido | Periodo   |
| ------------------------------------------------ | ------ | -------------------------- | ------- | --------- |
| Ministro de Gobierno                             |        | Darío Echandía             |         | 1942-1943 |
| Ministro de Gobierno                             |        | Alberto Lleras Camargo     |         | 1943-1945 |
| Ministro de Gobierno                             |        | Antonio Rocha              |         | 1945      |
| Ministro de Gobierno                             |        | Absalon Fernández de Soto  |         | 1945      |
| Ministro de Relaciones Exteriores                |        | Gabriel Turbay             |         | 1942-1943 |
| Ministro de Relaciones Exteriores                |        | Francisco José Chaux       |         | 1943      |
| Ministro de Relaciones Exteriores                |        | Gabriel Turbay             |         | 1943      |
| Ministro de Relaciones Exteriores                |        | Carlos Lozano y Lozano     |         | 1943      |
| Ministro de Relaciones Exteriores                |        | Darío Echandía             |         | 1943      |
| Ministro de Relaciones Exteriores                |        | Alberto González Fernández |         | 1943      |
| Ministro de Relaciones Exteriores                |        | Darío Echandía             |         | 1944-1945 |
| Ministro de Relaciones Exteriores                |        | Alberto Lleras Camargo     |         | 1945      |
| Ministro de Hacienda                             |        | Alfonso Araujo             |         | 1942-1943 |
| Ministro de Hacienda                             |        | Arcesio Londoño Palacio    |         | 1943      |
| Ministro de Hacienda                             |        | Carlos Lleras Restrepo     |         | 1943-1945 |
| Ministro de Hacienda                             |        | Roberto Urdaneta Arbeláez  |         | 1945      |
| Ministro de Hacienda                             |        | Carlos Sánz de Santamaría  |         | 1945      |
| Ministro de Guerra                               |        | Alejandro Galvis Galvis    |         | 1942-1943 |
| Ministro de Guerra                               |        | Ramón Santodomingo         |         | 1943      |
| Ministro de Guerra                               |        | Alberto Arango Tavera      |         | 1943      |
| Ministro de Guerra                               |        | Gonzalo Restrepo           |         | 1943      |
| Ministro de Guerra                               |        | Gral. Domingo Espinel      |         | 1944-1945 |
| Ministro de Economía Nacional                    |        | Santiago Ricas Camacho     |         | 1942-1943 |
| Ministro de Economía Nacional                    |        | César García Álvarez       |         | 1943      |
| Ministro de Economía Nacional                    |        | Moisés Prieto              |         | 1943      |
| Ministro de Economía Nacional                    |        | Carlos Sánz de Santamaría  |         | 1944-1945 |
| Ministro de Economía Nacional                    |        | Luis Tamayo                |         | 1945      |
| Ministros de Trabajo, Higiene y Previsión Social |        | Arcesio Londoño Palacio    |         | 1942-1943 |
| Ministros de Trabajo, Higiene y Previsión Social |        | Abelardo Forero Benavides  |         | 1943      |
| Ministros de Trabajo, Higiene y Previsión Social |        | Jorge Eliecer Gaitan Ayala |         | 1943      |
| Ministros de Trabajo, Higiene y Previsión Social |        | Adan Arriaga Andrade       |         | 1944-1945 |
| Ministro de Agricultura                          |        | Gildardo Armel Ocampo      |         | 1942-1943 |
| Ministro de Agricultura                          |        | César García Álvarez       |         | 1943-1944 |
| Ministro de Minas y Petróleos                    |        | Néstor Pineda              |         | 1942-1943 |
| Ministro de Minas y Petróleos                    |        | Tulio Enrique Tascon       |         | 1943      |
| Ministro de Minas y Petróleos                    |        | Carlos Uribe Echeverri     |         | 1943      |
| Ministro de Minas y Petróleos                    |        | Nestor Pineda              |         | 1944-1945 |
| Ministro de Minas y Petróleos                    |        | Manuel Barrera Parra       |         | 1945      |
| Ministro de Minas y Petróleos                    |        | Jesús Antonio Guzmán       |         | 1945      |
| Ministro de Educación                            |        | Jorge Zalamea              |         | 1942      |
| Ministro de Educación                            |        | Absalon Fernández de Soto  |         | 1942-1943 |
| Ministro de Educación                            |        | Rafael Parga Cortes        |         | 1943      |
| Ministro de Educación                            |        | Carlos Lozano y Lozano     |         | 1943      |
| Ministro de Educación                            |        | Carlos Arango Vélez        |         | 1943      |
| Ministro de Educación                            |        | Antonio Rocha              |         | 1944-1945 |
| Ministro de Educación                            |        | Rafael Escallon            |         | 1945      |
| Ministro de Educación                            |        | Antonio Rocha              |         | 1945      |
| Ministro de Obras Públicas                       |        | Alberto Jaramillo Sánchez  |         | 1942      |
| Ministro de Obras Públicas                       |        | Marco Aurelio Arango       |         | 1942-1943 |
| Ministro de Obras Públicas                       |        | Hernán Echavarría Olózoga  |         | 1943      |
| Ministro de Obras Públicas                       |        | Álvaro Díaz Sarmiento      |         | 1944-1945 |
| Ministro de Correos y Telégrafos                 |        | Pedro Castro Monsalvo      |         | 1942      |
| Ministro de Correos y Telégrafos                 |        | Ramón Santodomingo         |         | 1942-1943 |
| Ministro de Correos y Telégrafos                 |        | Álvaro Díaz Sarmiento      |         | 1943      |
| Ministro de Correos y Telégrafos                 |        | Alirio Gómez Picón         |         | 1943      |
| Ministro de Correos y Telégrafos                 |        | Luis Guillermo Echeverri   |         | 1944-1945 |

## Política interna

### Reforma laboral
Impulso una reforma mediante la Ley 6 de 1945, consiguió implantar una reforma laboral que había dejado esbozada en su primera administración; a través de su ministro de Trabajo, Higiene y Previsión Social, Adán Arriaga Andrade, considerado como el padre del derecho laboral colombiano. En ella se desarrollaban apartes de la reforma constitucional de 1936:
- Se propició el sindicalismo, con el fin de armonizar la condición obrera con las necesidades estructurales de la industrialización, y se garantizó el derecho a la huelga.
- Así mismo estableció el reconocimiento del contrato de trabajo como entidad jurídica autónoma.
- Dio al gobierno facultades para establecer modelos que sirvieran como contrato presuntivo y para fijar el salario mínimo.
- Decretó la jornada laboral de ocho horas diarias en la industria y los servicios, a nueve horas en la agricultura horas y el pago de horas extras.
- La fijación de una prima del 25 al 50 % por el trabajo nocturno y las horas suplementaria; remuneración del descanso dominical.
- Reconocimiento de indemnizaciones por enfermedades profesionales y accidentes de trabajo e indemnizaciones por enfermedades no profesionales.
- Reglamentación de las cesantías, equivalentes a un mes de salario por año de trabajo;
- Establecimiento del retiro a los 55 años de edad o tras 20 años de actividad.
- Se creó el “fuero sindical” el cual prohibía a los empresarios despedir o licenciar a los dirigentes sindicales.

Estas medidas contaron con la oposición de los industriales del país, organizados en la Asociación Nacional de Industriales (ANDI), fundada en 1944, apoyada inicialmente por el gobierno y de la Federación Nacional del Transporte Marítimo, Fluvial, Portuario y Aéreo (Fedenal).
Esta legislación es considerada como el mayor avance en los derechos sociales de los trabajadores en la historia de Colombia, la gran mayoría de estas prerrogativas fueron luego paulatinamente eliminadas a partir de 1990 y principios del siglo XXI, con el advenimiento definitivo del modelo de desarrollo de la apertura económica o modelo neoliberal.

### Reforma Constitucional
Mediante esta reforma mediante el Acto Legislativo 01 de 1945. En esta reforma fundamentalmente se realizó:
- Se concedió la ciudadanía a la mujer, pero sin derecho a votar.
- La prohibición para los militares de sufragar y de participar en política en desarrollo de su servicio activo.
- Disminuyó el número de debates para la aprobación de leyes.
- Amplían las responsabilidades de discusión en relación con la planeación económica por programas y algunos elementos fiscales.
- Intervención económica del Estado. Éste puede ahora intervenir “en la explotación de industrias o empresas públicas y privadas, con el fin de racionalizar la producción, distribución y consumo de la riqueza”

## Economía

### Contrarreforma agraria
En el segundo mandato de López Pumarejo se promulgó la Ley 100 de 1944, contrarreforma que revirtió el objetivo de transformar el latifundio apoyando los contratos de aparcería. Extendiendo la extinción de dominio de los terrenos baldíos a 15 años.

## Orden Público

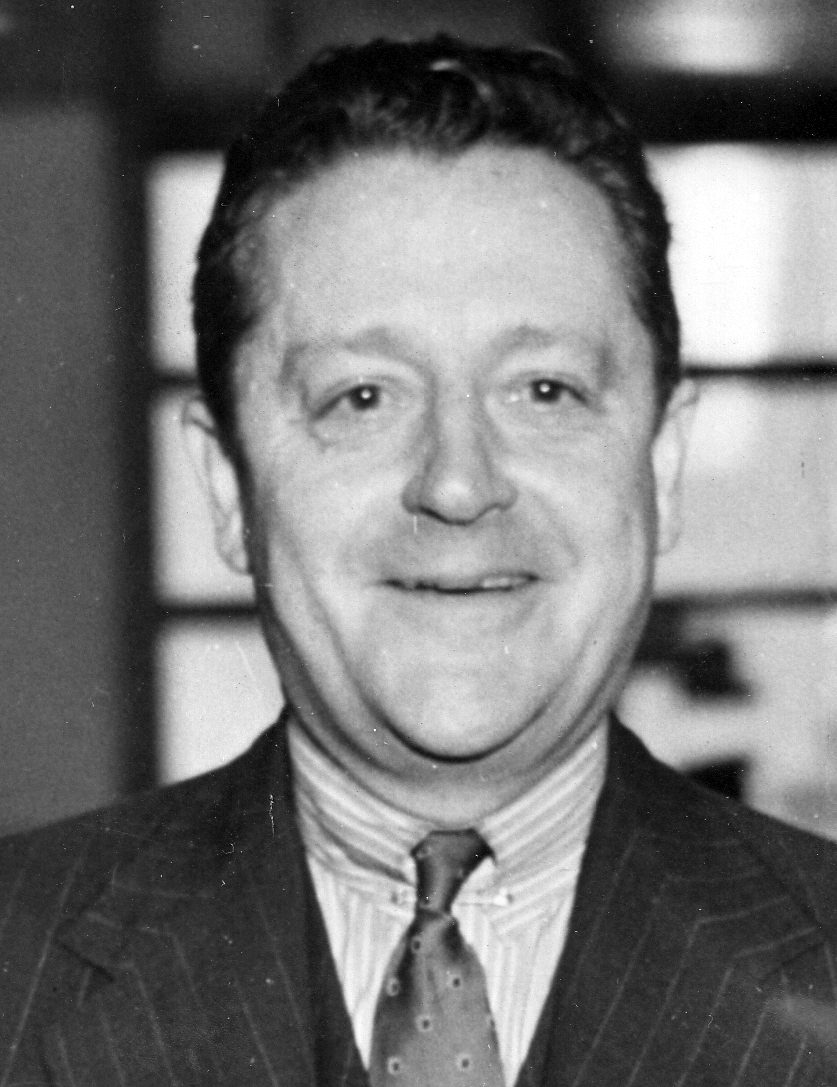
Arthur Bliss Lane, embajador estadounidense en Colombia entre el 30 de abril de 1942 y el 18 de octubre de 1944.

El día de su elección se registraron varias muertes entre varios bandos políticos. Aparecieron varios grupos como la Organización Nacional, la Acción Nacional Militar Católica, la Legión Colombiana y la Legión Cóndor, contrarios al gobierno de López Pumarejo y se inspiraban en los principios de la religión católica, el antisemitismo, el nacionalismo, la lucha contra la corrupción política y a favor del resurgimiento militar de la Gran Colombia.

### Intento de Golpe de Estado de 1944 en Colombia
En 1942, el embajador estadounidense en Colombia, Arthur Bliss Lane constató que el presidente López no era popular entre los militares y se preparaba para realizar unas reformas a las Fuerzas Militares y para fortalecer a la Policía Nacional.
El 10 de julio de 1944, cuando López Pumarejo se preparaba para observar unas maniobras militares, y tras los rumores de conspiración de los cuales había sido advertido por el gobernador de Nariño Manuel María Montenegro, López fue detenido en el hotel donde se hospedaba por hombres del Coronel Diógenes Gil de la VII Brigada del Ejército Nacional, y le entregaron un documento donde declaraba su dimisión a favor del coronel Diógenes Gil y le fue permitido bañarse y desayunar. Fue retenido en una hacienda en Consacá (Nariño). Al momento de la noticia en Bogotá, el Congreso de la República designó a Darío Echandía como presidente encargado, mientras Alberto Lleras Camargo ministro de gobierno, comunicaba por la Radiodifusora Nacionalla noticia al país, los sectores políticos se unieron y el Ejército Nacional se dividió, López fue liberado en Ipiales (Nariño) el 11 de julio y el 12 volvió a Bogotá, reasumiendo la presidencia. El coronel Diógenes Gil y los militares implicados fueron juzgados. El embajador Lane también manifestó que Álvaro Gómez Hurtado, hijo de Laureano Gómez, había tenido participación en el complot, preparando a los líderes de la revuelta en la Región Caribe.

## Relaciones Exteriores
Su primer viaje internacional fue a Venezuela, entre el 9 y el 19 de octubre de 1942, y dejó como designado presidencial a Carlos Lozano y Lozano.

### Colombia en la Segunda Guerra Mundial
Colombia paso de la neutralidad a apoyar al bando de los aliados durante la Segunda Guerra Mundial, el 27 de noviembre de 1943, declaró el «estado de beligerancia», contra Alemania, luego de que la Kriegsmarine produjera en el Mar Caribe el hundimiento de tres buques colombianos: El Resolute el 23 de junio de 1942, El Roamar el 22 de julio de 1942 y El Ruby en el 17 de noviembre de 1943. A 50 millas al noroeste de la isla de San Andrés (Colombia). Además esto permitió a Estados Unidos no preocuparse tanto por la seguridad del Canal de Panamá. En 1942, Colombia había expulsado los ciudadanos de las naciones del Eje, por el Río Magdalena y otras zonas costeras del país. Varios de los ciudadanos de esos países (alrededor de 150) fueron concentrados en un hotel en Fusagasugá y otros en Cachipay. El decreto 2643 de 1943 prohibió el uso público de la lengua alemana en Colombia.
Impulso la creación de la Organización de las Naciones Unidas en 1945. Colombia se adhirió al Acta de Chapultepec sobre la solidaridad interamericana en 1945. En una intervención en la Asamblea General de las Naciones Unidas, Colombia se abstuvo de votar favorablemente la resolución de 29 de noviembre de 1947, sobre la creación del Estado de Israel, pese a las presiones de Estados Unidos y la Unión Soviética.

### Relaciones con Estados Unidos
López visitó en 1942 a Franklin Delano Roosevelt, y en 1944 aprovechando un viaje personal.

### Relaciones con la Unión Soviética
Las relaciones diplomáticas entre Colombia y la Unión Soviética fueron establecidas por primera vez el 25 de junio de 1935 en el primer gobierno de Alfonso López Pumarejo, en 1943 se dio apertura a las embajadas en Moscú y Bogotá en su segundo gobierno de Alfonso López Pumarejo, quien el 17 de abril de 1944, realizó el envío de un costal de café a Iósif Stalin.

## Renuncia
Darío Echandía asumió la presidencia entre el 17 de noviembre de 1943 y el 16 de mayo de 1944, mientras López realizaba un viaje de licencia para acompañar a su esposa María Michelsen a someterse a un tratamiento contra el cáncer en Estados Unidos.
En 1944, Alfonso López Pumarejo presenta su primera renuncia a la presidencia, los sindicatos y los comunistas convocaron el 15 de mayo un paro cívico nacional para impedir que el Senado de la República aceptara esta renuncia. La renuncia del presidente no fue aceptada. Este mismo respaldo expresado en masivas manifestaciones populares evitó el éxito del intento de golpe de Estado de julio de 1944.
El 26 de junio de 1945, el presidente López manifestó al Congreso de la República la grave situación de orden público y la «desatención de las directivas liberales a la solución de los problemas nacionales». Por su parte, el conservatismo exigía al gobierno presentar las pruebas sobre su supuesta participación en el golpe de Pasto. En ese contexto, un tribunal revocó una orden de captura contra Laureano Gómez, que le había sido librada por su supuesta participación en el asunto de Pasto. Poco tiempo después, Eduardo Santos renunció a la Dirección Liberal y anunció públicamente sus desacuerdos con el presidente.
Todos estos incidentes, condujeron a López a presentar la renuncia al cargo presidencial en 1945. Así, ofreció su renuncia como una «contribución para provocar el acuerdo político que ha buscado inútilmente mi gobierno», y reiteró su pedido el 19 de julio indicando el mismo propósito, pero anexando esta vez la renuncia de los designados. En estas circunstancias, el Congreso aceptó la renuncia del ejecutivo, y eligió a Alberto Lleras para que terminara el período. El nuevo Designado Presidencial y Ministro de Relaciones Exteriores, asumió funciones el 7 de agosto de 1945.

## Oposición y controversias

### Oposición
Hicieron oposición a su segundo mandato los conservadores liderados por Laureano Gómez, la iglesia católica, los latifundistas, los industriales y la derecha liberal. El diario conservador El Siglo empezó una campaña contra el gobierno de López: los escándalos de La Handel, el asesinato de Mamatoco, la muerte de un carabinero, la compra de la Trilladora Tolima y el intento de golpe de Estado en Pasto.

### Caso Mamatoco
Francisco A. Pérez Mamatoco, exboxeador costeño que en el momento era periodista del semanario La Voz del Pueblo, desde donde atacaba al gobierno, que había sido entrenador deportivo de la Policía Nacional de Colombia y que era conocido perdonavidas. El 15 de julio de 1943 apareció el cadáver de Mamatoco, en el parque José Santos Chocano del barrio La Magdalena, en Teusaquillo, con 19 puñaladas por la espalda.
En 1941, Pérez se había visto involucrado junto con el general Eduardo Bonitto en un supuesto intento de golpe de Estado contra el entonces presidente Eduardo Santos. El boxeador fue encarcelado por varios meses, En un informe del director del FBI John Edgar Hoover informó al gobierno de Colombia sobre un posible golpe de Estado, bajo la organización del Partido Conservador y el apoyo de Alemania. El comunicado contenía nombres de militares, sacerdotes, y resaltaba las «actividades peligrosas» de Pérez.
El periódico El Siglo afirmó que habían matado a Pérez para silenciar que estaba destapando los escándalos del régimen y de la familia presidencial. De aquí surgió el interés de este periódico, dirigido por Laureano Gómez, en afirmar que tal ejecución era un crimen de Estado. Y por eso Gómez dispuso que diariamente apareciera en su periódico la pregunta: «¿Quién mató a Mamatoco?».
La justicia concluyó que los autores materiales del crimen fueron el subteniente de la policía Santiago Silva y los agentes Rubén Bohórquez y Oliverio Ayala, y que el autor intelectual fue el mayor de la policía Luis Carlos Hernández Soler. Según el juez, el móvil fue el temor de que Pérez revelara las irregularidades cometidas por Hernández a sus subalternos. Los autores materiales fueron condenados, pero lograron fugarse de prisión el 9 de abril de 1948 durante El Bogotazo.
Aunque las razones reales de la muerte de 'Mamatoco' fueron esclarecidas oficialmente, varias hipótesis culpaban del crimen al gobierno López. Sectores de la oposición pretendieron que Pérez estaba investigando la muerte de un carabinero en el Parque Nacional, ocurrida cuando el oficial sorprendió a Pedro López, uno de los hijos del presidente, con una mujer dentro de un automóvil, por lo que habría sido asesinado para evitar que lo divulgara. También se especuló que 'Mamatoco' planeaba denunciar anomalías internas del gobierno. Por su parte, Laureano Gómez afirmó que Pérez sabía de la relación de uno de los hijos del presidente con la esposa de un embajador y habría pretendido chantajear al gobierno para no revelar dicha información, por lo cual el propio presidente habría ordenado su asesinato.
Inicialmente, el juez Enrique Vargas fue asignado al caso, pero después fue reemplazado por un investigador comisionado por el gobierno. El 31 de enero de 1944, Vargas había aceptado el nuevo testimonio de alguien que presenció el crimen de 'Mamatoco' y pidió la detención de varios altos oficiales de la policía, y algunos funcionarios del Ministerio de Gobierno. Entonces el gobierno, rescindió el pedido del juez y lo reemplazó en el caso, argumentando que el nuevo testimonio era fabricado.
El Siglo acusó al ministro Alberto Lleras de haber trasladado el expediente del asesinato de 'Mamatoco' a un juez amigo suyo, lo cual llevó al acusado a demandar por calumnia a Gómez. En consecuencia, Gómez fue detenido por varias horas, el 9 de febrero de 1944, lo que ocasionó desórdenes en Bogotá por parte de los seguidores del conservatismo. Cuando Gómez se presentó ante el juez rechazó hacer declaraciones argumentando que, si el juez estaba siendo manipulado por el gobierno, no podía esperar un juicio justo, y que si el juez era independiente, cualquier declaración suya iba a resultar en el reemplazo del mismo. El asesinato de Pérez conmocionó al país y fue una de las causas de la renuncia de Alfonso López a la presidencia en 1945.
Hipótesis que exculpan al gobierno López:
- Altos oficiales ordenaron el crimen en represalia por las denuncias de irregularidades institucionales que Pérez hacía en su semanario La Voz del Pueblo.
- Pérez conoció los hechos que rodearon la comisión de un crimen cometido por agentes de policía, habría pretendido extorsionarlos, por la cual le dieron muerte.
- Pérez simpatizaba con los nacionalsocialistas alemanes asentados en Colombia para un posible golpe de Estado, y por ello el FBI lo mandó a asesinar.[27][29]

### Escándalo de la Trilladora Tolima
En 1942, cuando los bienes de los alemanes estaban incautados en el marco de la Segunda Guerra Mundial, Alfonso López Michelsen (hijo de López Pumarejo) compró la Trilladora Tolima a un ciudadano alemán. El hijo del presidente logró que el ministro de Hacienda, expidiera en quince días una resolución por medio de la cual el gobierno autorizaba la venta de la empresa al Banco Comercial Antioqueño.

### Escándalo de La Handel
El 13 de septiembre de 1943 estalló un nuevo escándalo en la Cámara de Representantes cuando Silvio Villegas acusó a Alfonso López Michelsen de enriquecerse con la transacción de las acciones de la compañía holandesa Handel (mayor accionista de la cervecería Bavaria), que habían sido congeladas a raíz de la ocupación de Holanda por la Wehrmacht durante la Segunda Guerra Mundial. El 21 de septiembre, el presidente explica que su hijo Alfonso, como abogado de los accionistas desde antes de 1938 y en lícito ejercicio de su profesión, había asumido la responsabilidad de vender las acciones para resguardar a los inversionistas colombianos. También informa que, al ser descongeladas, varios de sus familiares han adquirido acciones como podía hacerlo válidamente cualquier colombiano. Un mes más tarde Carlos Lleras Restrepo, nuevamente Ministro de Hacienda, inicia en el Senado su aclaración de la conducta del Gobierno en el caso de la Handel y refuta las acusaciones de la oposición.

### Escándalo de Las Monjas
Otro motivo de escándalo fue la casa de veraneo de la familia López conocida como Las Monjas, donde el ministro de Guerra invirtió fondos públicos para construir alojamientos a los miembros de la guardia presidencial.